# Carl Johnson (atleta)
Carl Johnson (Estados Unidos, 21 de mayo de 1898-13 de septiembre de 1932) fue un atleta estadounidense, especialista en la prueba de salto de longitud en la que llegó a ser subcampeón olímpico en 1920.

## Primeros años
Johnson nació en Genesee County, Míchigan, pero se trasladó a Spokane, Washington, de niño. En 1915, siendo estudiante de secundaria en Spokane, compitió a título individual en el National Interscholastics, y quedó segundo en la competición por equipos.

## Carrera deportiva
En los JJ. OO. de Amberes 1920 ganó la medalla de plata en el salto de longitud, llegando hasta los 7.095 metros, siendo superado por el sueco William Pettersson (oro con 7.15 metros) y por delante de otro sueco Erik Abrahamsson (bronce con 7.08 metros).

Carl Johnson (atleta)